# Старокрымская улица
Старокры́мская у́лица — улица в районах Южное Бутово и Северное Бутово Юго-Западного административного округа города Москвы. Названа по городу Старый Крым в восточной части полуострова Крым. Прежнее название — Западная улица.

## Описание
Улица является междворовым проездом и не имеет выхода к основной дороге. Вся улица застроена домами ЖК Эталон-Сити.

## Расположение
Старокрымская улица берёт начало у улицы Поляны, оборачивает ЖК Эталон-Сити, проходит границу Южного и Северного Бутова и заканчивается на начальной улице.

## Транспорт
Ближайшие станции метро:
- Улица Скобелевская (1.19 км)

#### Автобусные остановки
- Остафьевская улица —  Бунинская аллея —Старокрымская улица — Станция «Бутово» (маршрут № 94)[4].
- Микрорайон «Бутовские аллеи» —  Бунинская аллея —  Бульвар Адмирала Ушакова —  Улица Скобелевская — Старокрымская улица — Мега-Икеа (маршрут № 967) и другие[5][6].

## Здания и сооружения
- ФГУП «Радиочастотный центр Центрального федерального округа» (Старокрымская ул., д.13)[7].